# Johanniter International
A Johanniter International (JOIN) a Johannita Rendek Szövetségéhez tartozó jótékonysági szervezetek nemzetközi hálózata. 2000-ben alapították, irodája Brüsszelben, Belgiumban működik. A hálózatnak az Európában és a Közel-Keleten található 16 tagszervezete többek között sürgősségi betegellátás, egészségügyi és szociális szolgáltatások, valamint nemzetközi humanitárius segítségnyújtás céllal működik. Összesen több mint 100.000 önkéntes áll e jótékonysági szervezetek rendelkezésére. A JOIN elsődleges célja a legjobb gyakorlatoknak a tagok közötti cseréjének az elősegítése, a tagok szorosabb együttműködésének az elérése európai és nemzetközi szinten, illetve a tagok érdekeinek a képviselete európai szinten.
2006 óta a JOIN belga törvények szerint bejegyzett szervezet, association sans but lucratif jogi státusszal, azaz nonprofit szervezetként. A JOIN-nak jelenleg tizenhat tagja van, így Ausztriában, Cipruson, Angliában, Dániában, Észtországban, Finnországban, Franciaországban, Németországban, Magyarországon, Olaszországban, Lettországban, Hollandiában, Lengyelországban, Svédországban és Svájcban, valamint közéjük tartozik a St John Eye Kórházcsoport is Jeruzsálemben. A tagszervezetek mindegyike olyan nemzeti jótékonysági szervezet, amelyek eredete a Szent János Rendre – The Most Venerable Order of St John of Jerusalem (Anglia), der Johanniterorden (Németország), Johanniter Orde in Nederland (Hollandia) und Johanniterorden i Sverige (Svédország) – vezethető vissza.

## Tagszervezetek
| Ország     | Név                                                             | Weboldal                                                         |
| ---------- | --------------------------------------------------------------- | ---------------------------------------------------------------- |
| AUT        | Johanniter-Unfall-Hilfe                                         | Johanniter-Unfall-Hilfe                                          |
| CYP        | St John Association and Brigade                                 | St John Association and Brigade                                  |
| DNK        | Johanniterhjælpen                                               |                                                                  |
| ENG        | St John Ambulance in England                                    | St John Ambulance in England                                     |
| EST        | Sihtasutus Johanniitide Abi Eestis                              | Sihtasutus Johanniitide Abi Eestis                               |
| FIN        | Johanniterhjälpen i Finland                                     | Johanniterhjälpen i Finland                                      |
| FRA        | Association des oeuvres de Saint-Jean                           | Association des oeuvres de Saint-Jean                            |
| GER        | Johanniter-Unfall-Hilfe                                         | Johanniter-Unfall-Hilfe                                          |
| HUN        | Johannita Segitö Szolgála                                       | Johannita Segitö Szolgála                                        |
| ITA        | Soccorso dell'Ordine di San Giovanni Italia                     | Soccorso dell'Ordine di San Giovanni Italia                      |
| Jeruzsálem | St John Eye Hospital Group                                      | St John Eye Hospital Group                                       |
| LAT        | Sveta Jana Palidziba                                            | Sveta Jana Palidziba                                             |
| NED        | Johanniter Orde in Nederland                                    | Johanniter Hulpverlening                                         |
| POL        | Joannici Dzieło Pomocy                                          | Joannici Dzieło Pomocy                                           |
| SWE        | Johanniterhjälpen i Sverige                                     | Johanniterhjälpen                                                |
| SUI        | Œuvre d’Entraide de la Commanderie Suisse de l’Ordre de St Jean | Oeuvre d’Entraide de la Commanderie Suisse de l’Ordre de St Jean |

## Tevékenységi területek
Bár a 16 tagszervezet által nyújtott szolgáltatások igen eltérőek, a humanitárius és szociális segítségnyújtás azonos alapokon nyugszik mindegyikük esetében. Munkájukat önkéntesekkel és alkalmazottakkal végzik, hogy segítsék az embereket mindennapi szükségeikben és krízishelyzetben egyaránt. Szolgáltatásaik, támogatásuk mindenki számára nyitva állnak. A JOIN tagok sok egyéb mellett a sürgősségi betegellátás, betegszállítás és elsősegélynyújtás; elsősegély nyújtási képzés, nemzetközi humanitárius segítségnyújtás, ifjúsági munka, étel- és ruha adolmányozás, oktatási intézmények, fogyatékkal élők számára nyújtott szolgáltatások, illetve az idősgondozás terén tevékenyek.
Az elmúlt években a JOIN zászlaja alatt kezdeményezések indultak Dzsibutiban (nőcsoportok, oktatási projektek és együttműködések), Pakisztánban (humanitárius segély és egészségügyi ellátás), valamint a 2010-es földrengést követően Haitiban (egészségügyi ellátás és élelmiszer ellátmányok).

## A Johanniter International Brüsszelben
A JOIN Iroda Brüsszelben található. Az Európai Unió intézményeihez való közelsége révén lehetősége van nyomon követni a JOIN tagok számára kiemelten fontos, európai szintű változásokat, történéseket. Ezen felül az iroda erősíti a tagok közötti kapcsolatokat és elősegíti az információcserét, valamint koordinálja a tagok tevékenységét a különböző munkacsoportokban, illetve egyéb üléseken, hogy elősegítse az együttműködésüket például a szociális és egészségügyi politikák, a sürgősségi betegellátás és humanitárius segítségnyújtás terén. Az Iroda a JOIN tagok érdekeit képviseli különböző NGO érdekcsoportokban, illetve az uniós intézményekben. Mindezt az önkéntesség terén például az Önkéntesség Európai Évének (2011) Szövetsége keretében teszi, amelynek a JOIN alapító tagja. A JOIN segítette az Európai Önkéntesség Szakpolitikai Menetrendjének (Policy Agenda for Volunteering in Europe – PAVE) kiadását, hogy e javaslatok révén elősegítse egy hatékonyabb európai politikai keret megteremtését az önkéntesek és szervezeteik számára. A brüsszeli iroda támogatja továbbá a Johanniter International Assistance, a német Johanniter-Unfall-Hilfe egyik egységének a munkáját is azáltal, hogy beszámol a brüsszeli szereplők tevékenységéről a nemzetközi humanitárius segítségnyújtás, az európai polgári védelem és a katasztrófacsökkentés terén.

## Munkacsoportok
Mivel a JOIN arra törekszik, hogy tagjai az információcsere és a szorosabb együttműködés révén előnyökhöz jussanak, a munkacsoportok a JOIN egyik legfontosabb intézményét jelentik. A munkacsoportok nemcsak az információ- és tapasztalatcsere fórumaként szolgálnak, hanem a JOIN tagoknak arra is módjuk nyílik itt, hogy lehetséges közös projekteket dolgozzanak ki. A hálózaton belüli erőforrások egyesítésével ugyanis a tagok olyan projekteket valósíthatnak meg, amelyekhez egymaguk talán nem rendelkeznének elegendő kapacitással.
A munkacsoportok biztosítják a JOIN részvételen alapuló, transzparens felépítését is, hiszen a munkacsoportokban való részvétel lehetősége nemcsak hogy nyitva áll minden tag számára, hanem kifejezetten javasolt.
Az, hogy az információcserét, illetve együttműködést állandó gyakorisággal érdemes kialakítani, vagy egyetlen találkozóra összpontosítani, elsősorban a munkaterülettől függ. Így a rendszeresen (évente kétszer) ülésező állandó munkacsoportokon túl a JOIN szervez alkalmi megbeszéléseket is, hogy a tagok lehetőséget kapjanak arra, hogy megosszák véleményüket, ismertessék érdekeiket, illetve megismerjék másokét is. Ezek témája lehet például egészségügyi vonatkozású: elsősegélynyújtási kézikönyvek, együttműködés az Európai Elsősegélynyújtási Tanácsra vonatkozóan, vagy lehetséges együttműködés a betegszállítás terén, hogy csak néhány példát említsünk. Jelenleg, a JOIN négy állandó munkacsoporttal rendelkezik:
Önkéntesség
A munkacsoport szerepe 2011-ben döntő fontosságú volt a JOIN-nak az Önkéntesség Európai Évéhez (2011) kapcsolódó munkája előkészítésében, illetve Volunteer Swap elnevezésű, önkéntesek cseréjét célzó, Európára kiterjedő program kivitelezésében.
Humanitáriánus segítségnyújtás
A Johanniter International Assistance a németországi Johanniter-Unfall-Hilfe végrehajtó egysége a nemzetközi humanitárius segítségnyújtással kapcsolatos tevékenységek terén. Nemzetközi partnerkapcsolatok kialakítását ösztönzi projektek végrehajtásához, valamint segíti a JOIN tagok közötti együttműködést. A Johanniták nemzetközi katasztrófacsökkentési csoportja – JOIN önkéntesek részvételével – már sikerrel teljesítettek olyan valós katasztrófacsökkentési műveletekben, mint a Haiti földrengés esetében. Az egység igazgatója, Guido Dost, a JOIN munkacsoport vezetője is.
Ifjúság
Az ifjúsági munkacsoport résztvevői a JOIN tagok ifjúsági tevékenységeit illető közös érdekeket vitatják meg, így például elsősegélynyújtási képzéseket és versenyeket, fiatalok csereprogramját, stb. A munkacsoport számos bilaterális cserét is elősegít a JOIN tagok között.
PR és Marketing
Ez a munkacsoport foglalkozik a JOIN médiatevékenységéhez kapcsolódó valamennyi üggyel, így a weboldallal, a kiadványokkal, valamint a szervezeti arculattal és a szervezeti design-nal is. Létrehozta például a JOIN logót, valamint segített a JOIN tevékenységét bemutató brossúrák elkészítésében. A rendszeres találkozókon a résztvevők megosztják tapasztalataikat, a legjobb gyakorlatokat és a know-how-t. A csoportmegbeszélések részét képezik továbbá olyan kapcsolódó témák is, mint az adományszervezés, illetve orvosi berendezések adás-vétele a JOIN-on belül. 2011-ben a PR és Marketing csoport jelentős mértékben hozzájárult a JOIN nyilvános tevékenységéhez az Önkéntesség Európai Éve (2011) keretében is.